# Юбилейный (Забайкальский край)
Юбиле́йный — посёлок в Краснокаменском районе Забайкальского края России. Административный центр сельского поселения «Юбилейнинское».

## География
Посёлок находится в южной части Забайкальского края, на расстоянии 40 км к северо-востоку от города Краснокаменск, административного центра района.

## История
В 1966 году в посёлке был основан совхоз «Урулюнгуйский». В 1967 году совхоз и населённый пункт переименованы в Юбилейный, в честь 50-летия Октябрьской революции.

## Население
| 1989 | 2002 | 2003 | 2010 | 2021 |
| ---- | ---- | ---- | ---- | ---- |
| 1069 | ↘774 | ↗800 | ↘642 | ↘471 |

## Улицы
| - ул. 60 лет Октября, - ул. Верхняя, - ул. Железнодорожная, | - ул. Кузькина, - ул. Новая, - ул. Привокзальная, | - ул. Советская, - ул. Степная, - ул. Центральная. |

## Экономика
Основным занятием жителей является сельскохозяйственное производство в коллективном (СХПК «Юбилейный») и личных подсобных хозяйствах. Основным направлением работы совхоза является животноводство.

## Инфраструктура
В посёлке функционируют средняя школа, детский сад, клуб, библиотека, фельдшерско-акушерский пункт.